# Павловская (Няндомский район)
Павловская — деревня в Няндомском районе Архангельской области.

## География
Находится в юго-западной части Архангельской области на расстоянии приблизительно 69 км на север-северо-восток по прямой от административного центра района города Няндома на восточном берегу озера Малое Лужное.

## История
В 1873 году здесь было учтено 4 двора, в 1905 — 8. Тогда деревня входила в Каргопольский уезд Олонецкой губернии. До 2022 года входила в Шалакушское сельское поселение до его упразднения.

## Население
Численность населения: 22 человека (1873 год), 49 (1905), 1 (русские 100 %) в 2002 году, 0 в 2010.